# Milan Gajić (football, 1996)
Pour les articles homonymes, voir Milan Gajić.
Milan Gajić est un footballeur serbe né le 28 janvier 1996 à Vukovar. Il évolue au poste de latéral droit au CSKA Moscou.

## Biographie

### En club
Le 22 juillet 2015, Milan Gajić signe un contrat de cinq ans avec les Girondins de Bordeaux. Il dispute son premier match officiel lors du troisième tour préliminaire retour de Ligue Europa face à l'AEK Larnaca (victoire 0-1).

### En sélection
Avec les sélections de jeunes, il participe au championnat d'Europe des moins de 19 ans 2014 organisé en Hongrie, puis à la Coupe du monde des moins de 20 ans 2015 qui se déroule en Nouvelle-Zélande. Lors du mondial, il joue six matchs. La Serbie remporte la compétition en battant le Brésil en finale.

## Statistiques
| Saison                | Club                  | Championnat           | Championnat | Championnat | Coupe(s) nationale(s) | Coupe(s) nationale(s) | Compétition(s) continentale(s) | Compétition(s) continentale(s) | Compétition(s) continentale(s) | Total | Total |
| Saison                | Club                  | Division              | M.          | B.          | M.                    | B.                    | Comp.                          | M.                             | B.                             | M.    | B.    |
| 2013-2014             | OFK Belgrade          | SuperLiga             | 22          | 2           | 5                     | 1                     | -                              | -                              | -                              | 27    | 3     |
| 2014-2015             | OFK Belgrade          | SuperLiga             | 24          | 2           | 1                     | 0                     | -                              | -                              | -                              | 25    | 2     |
| Sous-total            | Sous-total            | Sous-total            | 46          | 4           | 6                     | 1                     | -                              | -                              | -                              | 52    | 5     |
| 2015-2016             | Girondins de Bordeaux | Ligue 1               | 9           | 1           | -                     | -                     | C3                             | 3                              | 0                              | 12    | 1     |
| 2016-2017             | Girondins de Bordeaux | Ligue 1               | 14          | 0           | 7                     | 0                     | -                              | -                              | -                              | 21    | 0     |
| 2017-2018             | Girondins de Bordeaux | Ligue 1               | 4           | 0           | -                     | -                     | C3                             | 1                              | 0                              | 5     | 0     |
| 2018-2019             | Girondins de Bordeaux | Ligue 1               | 1           | 0           | -                     | -                     | C3                             | 1                              | 0                              | 2     | 0     |
| Sous-total            | Sous-total            | Sous-total            | 28          | 1           | 7                     | 0                     | -                              | 5                              | 0                              | 40    | 1     |
| Total sur la carrière | Total sur la carrière | Total sur la carrière | 74          | 5           | 13                    | 1                     | -                              | 5                              | 0                              | 92    | 6     |

## Palmarès
Serbie -20 ans
- Vainqueur de la Coupe du monde des moins de 20 ans en 2015.

 Étoile rouge de Belgrade
- Champion de Serbie en 2019, 2020 et 2021.
- Vainqueur de la Coupe de Serbie en 2021.